# Турний вагон

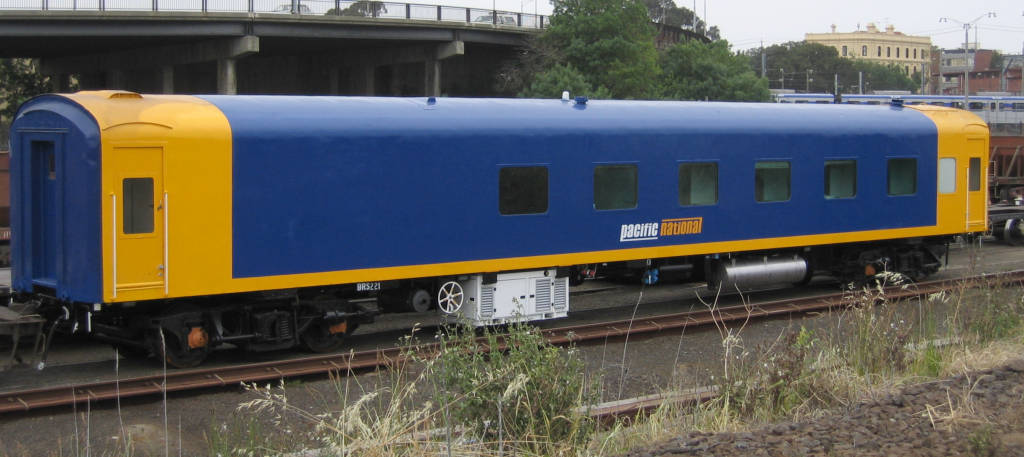
Пасажирський вагон, переобладнаний на турний

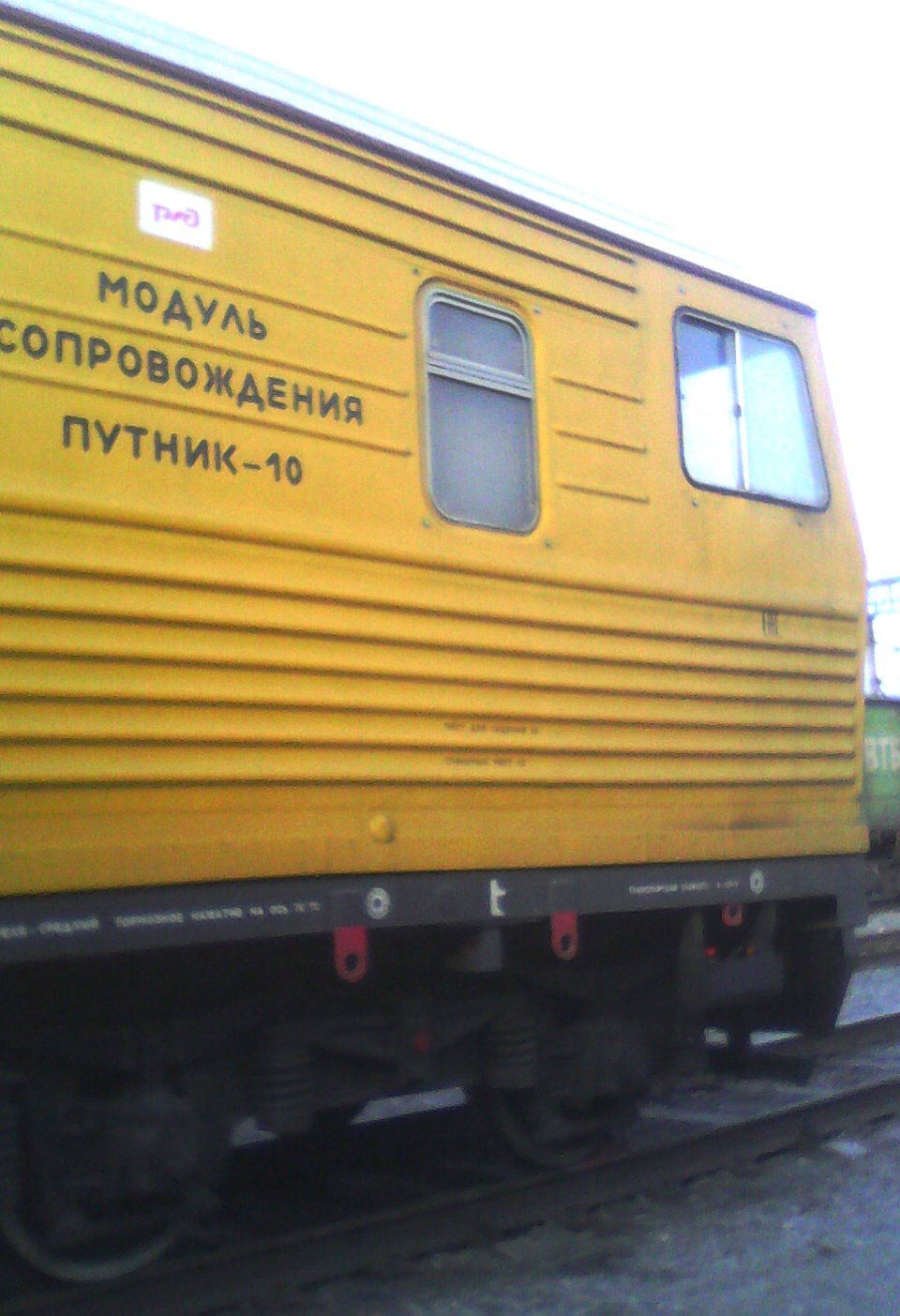
Модуль супроводу рейкових складів «Подорожній-10»

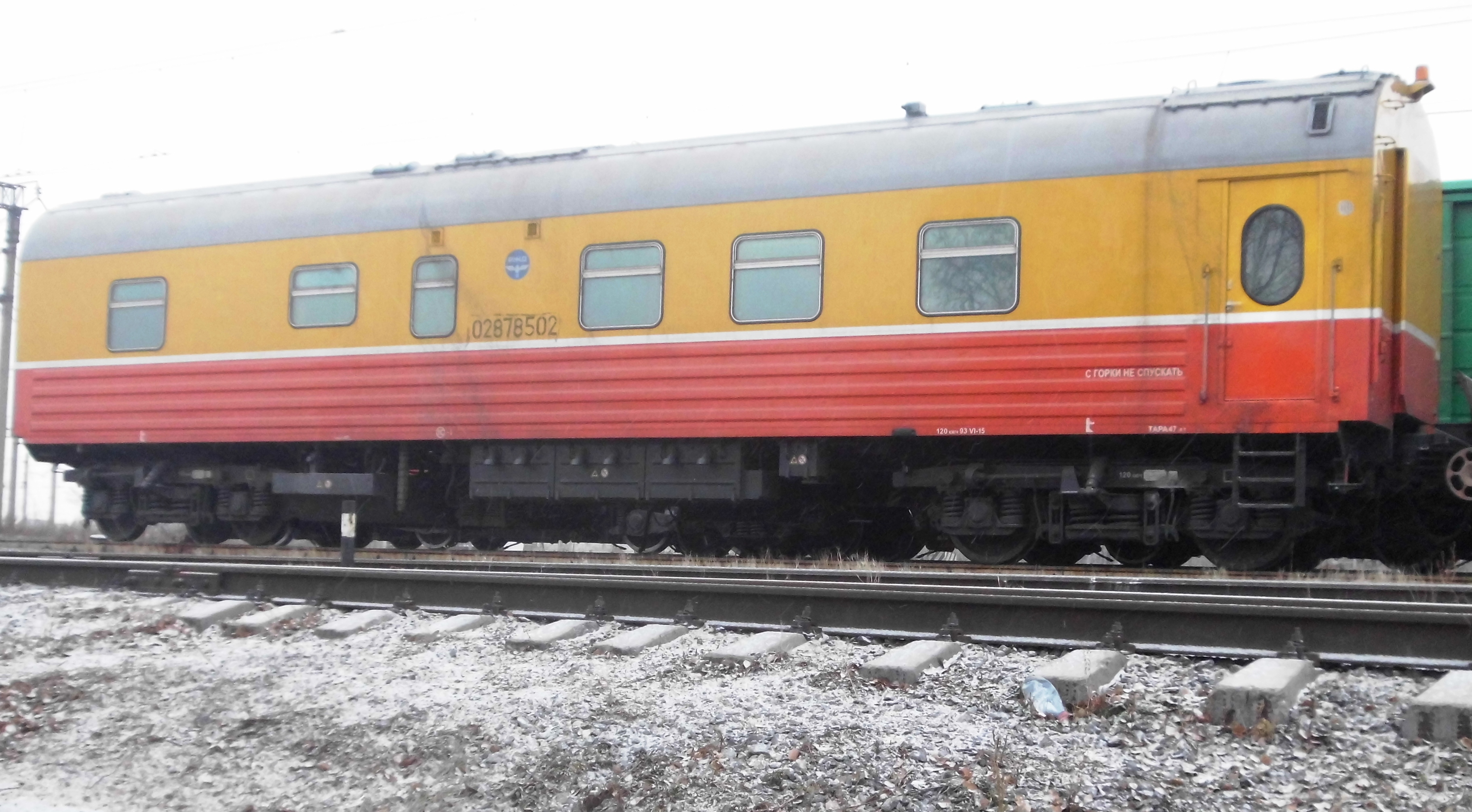
Вагон супроводу вантажних поїздів моделі 61-4484

Турний вагон — залізничний вагон, призначений для проїзду осіб, які супроводжують вантаж або вагони в дорозі їхнього прямування, або обслуговують локомотиви при турній їзді . Використовуються підрозділами обслуговування та ремонту колії, а також під час обслуговування вантажних поїздів. Спеціалізовані турні вагони, призначені для супроводу хопер-дозаторних поїздів та поїздів із чотириосних думпкарів, обладнуються компресорами, які використовуються для одночасного відкриття нижніх люків або перекидання кузовів вагонів під час розвантаження.
В якості турного вагона в даний час застосовуються як вагони пасажирського парку, що спеціально випускаються, так і переобладнані , службові (дизельні) вагони рефрижераторних секцій, криті вантажні вагони, платформи зі спорудженими на них спорудами та інші. Також будуються спеціальні турні модулі.
Включають купе для персоналу, кухонні і душові блоки, сушарки, комори. Найбільш сучасні в Росії турні вагони мод. 61-4483 та 61-4484, які виробляються з 2011 року на Тверському вагонобудівному заводі .
У РФ разом із професійним терміном «турний вагон» можна використовувати описове найменування «вагон супроводу вантажних і господарських поїздів».